# 엄마를 부탁해
엄마를 부탁해는 작가 신경숙이 지어 2008년 11월 5일 창비에서 발간된 장편소설로, 2007년 겨울부터 2008년 여름까지 《창작과비평》에 연재되었다. 
기차역에서 자식의 집에 가려다 남편의 손을 놓쳐 실종된 어머니를 찾는 가족들이 엄마의 흔적을 추적하고 기억을 복원해 나가는 과정으로 이야기가 전개되며 각 장은 자식들과 남편, 그리고 엄마의 시선으로 시점이 바뀌면서 서술된다. 2인칭 서술 방식으로 이야기를 풀어가고 있으며, 이러한 2인칭 서술을 주요한 서사 전략으로 사용한다.
책은 작가 신경숙의 자전적 소설이다. 이런 자전적 성격은 그의 1995년 작품인 외딴방에서도 드러나는 것이다. 신경숙은 지방에서 태어나 지역에서 초등학교와 중학교를 졸업하고 가정형편으로 진학 대신 도시로의 상경을 선택한다. 4년 동안 함께 상경한 가족들과 함께 방에서 생활하여 일과 공부를 병행 하였다. 엄마를 부탁해를 비롯한 여러 작품에서 나타나는 고백적 성향은 당시의 내적 갈등과 이러한 개인적 체험에 영향을 받은 것이라 할 수 있다. 1993년 작품 풍금이 있던 자리, 1994년 깊은 슬픔과 함께 이는 개인적 체험을 시대적 흐름과 서사에 접목하여 리얼리즘의 가능성을 열었다는 점에서 긍정적으로 평가된다.
엄마를 부탁해는 보편적인 모성애에 대한 공감대와 감동을 이끌어내고자 하였다. 지방에서 농사를 짓고 지내는 부모가 자식들의 부름에 도시로 오게되고 도시의 기차역에서 실종되므로써 벌어지는 간단한 이야기이지만, 이를 밀도감 있는 필력과 섬세함으로 전달했다고 평가된다. 가난하고 배운 것 없지만 열심히 일해 자식들을 사랑하고 가르치는 산업화 시기를 살아온 어머니에 대한 당대인의 공감대를 두드러지게 표현한 것이다. 이는 한국적 요소에 국한된 것이 아닌 인간 공통적인 보편적 문제를 다루고 있다는 점에서 여러 언어로 번역될 수 있었다. 반면, 작품에서 다루는 모성애에 관해 한국 문학내 모성애를 다루는 통속적 관점에서 벗어났다는 평가와 다른 작품에 비해 그다지 높은 수준에 도달한 것은 아니라는 평가가 있다. 이는 영어 번역본의 평가에서도 크게 다르지 않아, 사라진 자기희생적 가치를 입체적으로 다뤘다는 평가와 지나치게 한국적인 신파소설이라는 평가가 공존했다.
2009년 9월 미국 출판사 크노프에 "엄마를 부탁해" 영문 번역 판권이 팔렸고, 2011년 4월부터 Please Look After Mom라는 제목으로 미국 시장에서 판매가 되고 있다. 미국 뿐만 아니라 영국 폴란드 등 22개국에 출판되기도 하였다.
엄마를 부탁해는 현대 한국어 소설 가운데 가장 많은 학술적 연구가 진행된 작품이기도 하다. 문학적 측면 뿐만 아니라 인간 보편적 가치를 다루고 있다는 점에서 번역 및 영어를 매개언어로 한 제 3언어로의 중역 등 한국어 작품의 번역에 관한 연구에서도 가장 많은 양을 차지하고 있다.

## 수상
- 2012년 맨 아시아 문학상

## 참고 자료
- 김외곤 (2013). “2인칭 서술이 작품의 수용에 미친 영향: 신경숙의 『엄마를 부탁해』를 중심으로”. 《한국현대문학연구》 (한국현대문학회) (40).
- 배경열 (2012). “신경숙의 고백체소설 『엄마를 부탁해』 고찰”. 《한국사상과 문화》 (한국사상문화학회) (64).